# باشگاه فوتبال ووداستوک پارک
باشگاه فوتبال ووداستوک پارک (به انگلیسی: Woodstock Park Football Club) یک باشگاه فوتبال در شهر سیتینگبورن، کشور انگلستان است که در سال ۲۰۰۲ میلادی تأسیس شده‌است.